# Saint-Paul-Lizonne
 Saint-Paul-Lizonne  es una población y comuna francesa, situada en la región de Aquitania, departamento de Dordoña, en el distrito de Périgueux y cantón de Verteillac.

## Demografía
| 474 | 411 | 337 | 361 | 347 | 332 |
| Para los censos de 1962 a 1999 la población legal corresponde a la población sin duplicidades (Fuente: INSEE [Consultar]) |     |     |     |     |     |